# Луковецкий
Луковецкий — посёлок в Холмогорском районе Архангельской области, железнодорожная станция. Административный центр Луковецкого сельского поселения. До 2003 года — посёлок городского типа.

## Физико-географическая характеристика

### Географическое положение
Посёлок расположен в правобережье Северной Двины в 15 км к северо-востоку от районного центра и в 75 км к юго-востоку от Архангельска, на берегу озера Долгое и занимает территорию в 249 га. Через посёлок протекает река Тырва.

### Климат
Климат Луковецкого умеренный с продолжительной умеренно холодной зимой и коротким прохладным летом. Он формируется под воздействием северных морей и переносов воздушных масс с Атлантики в условиях малого количества солнечной радиации. Характерной особенностью климата является частая смена воздушных масс. Со стороны Атлантического океана нередко вторгаются циклоны, которые приносят с собой пасмурную погоду с осадками — прохладную летом и тёплую зимой. Прохождение циклонов часто сопровождается сильными ветрами. Циклоничность летом ослабевает, а осенью и зимой усиливается. В начале лета арктические воздушные массы, проникая в глубь материка, нередко вызывают заморозки в воздухе и на земной поверхности. Большие массы воздуха в виде обширных антициклонов чаще всего обуславливают ясную или малооблачную погоду.

Средняя температура января — −15 °C, июля — +15,5 °C. Среднегодовая температура +1,3 °C. Среднее годовое количество осадков составляет около 700 мм. Больше осадков выпадает в тёплый период года. Летом они, преимущественно, ливневого характера и нередко сопровождаются грозами. Осенью преобладают обложные дожди. Снежный покров устойчив, воздух влажный во все сезоны года.

## Население
| 1989 | 2002  | 2010  | 2012  |
| ---- | ----- | ----- | ----- |
| 3002 | ↘2808 | ↘2535 | ↗2735 |

Численность населения посёлка на 1 января 2015 года по данным Федеральной службы государственной статистики составила 2321 человек.

## Экономика
В Луковецком находилось одно из лесозаготовительных предприятий района, на сегодняшний день разваленное — ОАО «Луковецкий ЛПХ», которое является градообразующим предприятием посёлка. Сельское хозяйство развито слабо. Имеется своя хлебопекарня. Также есть магазины: «Диана», «Маяк», «Сундучок», «Ромашка», «Тысяча мелочей», «Петрович», «Хозяюшка», «Техно», «Магнит», «Бристоль»

## Транспорт
Луковецкий расположен в 2 км от автомобильной дороги «Архангельск — Белогорский — Пинега — Мезень», по которой осуществляется ежедневное автобусное сообщение с Архангельском. Также через посёлок проходит железнодорожная линия «Архангельск — Карпогоры». Прямое сообщение с районным центром отсутствует. Общая протяженность дорог составляет 21,2 км, из них 17,3 км имеют гравийное покрытие, 3,9 км — железобетонные плиты.

## Услуги
Отопление посёлка осуществляется котельной, работающей на древесной щепе. Щепу дробят из отходов древесины, заготавливаемой ЛПХ. Водоснабжение производится водонапорной башней. В посёлке располагается Луковецкая участковая больница с дневным и ночным стационаром. Имеется своя аптека — филиал ГУПАО «Фармация» № 140. Работает отделение почтовой связи ФГУП «Почта России», филиал Сбербанка России. Сотовую связь предоставляют операторы МегаФон, Теле2, МТС, Билайн.

## Образование
В Луковецком есть одна общеобразовательная средняя школа, детский сад «Берёзка» и Детская школа искусств № 52. В 2008 году был открыт хоккейный корт напротив школы. В школе искусств обучаются 54 человека. В поселковой школе учатся около 350 детей, а в детский сад ходят 150 малышей.

## Культура
Есть дом культуры, в котором проходят концерты, дискотеки и другие общественные мероприятия. В 2006 году напротив ДК был установлен памятник Павшим в Великой Отечественной войне. Также имеется библиотека, в которой проходят общественно-значимые мероприятия. Является штабом Совета Молодёжи МО «Луковецкое».
Достопримечательности
В окрестностях Луковецкого, на берегу Северной Двины, в деревне Тарасово находится клетская церковь Василия Блаженного (1824).